# Zubiri
Zubiri è il capoluogo del comune di Esteribar situato nella comunità autonoma della Navarra.
Questa città fa parte del territorio di lingua basca della Navarra.

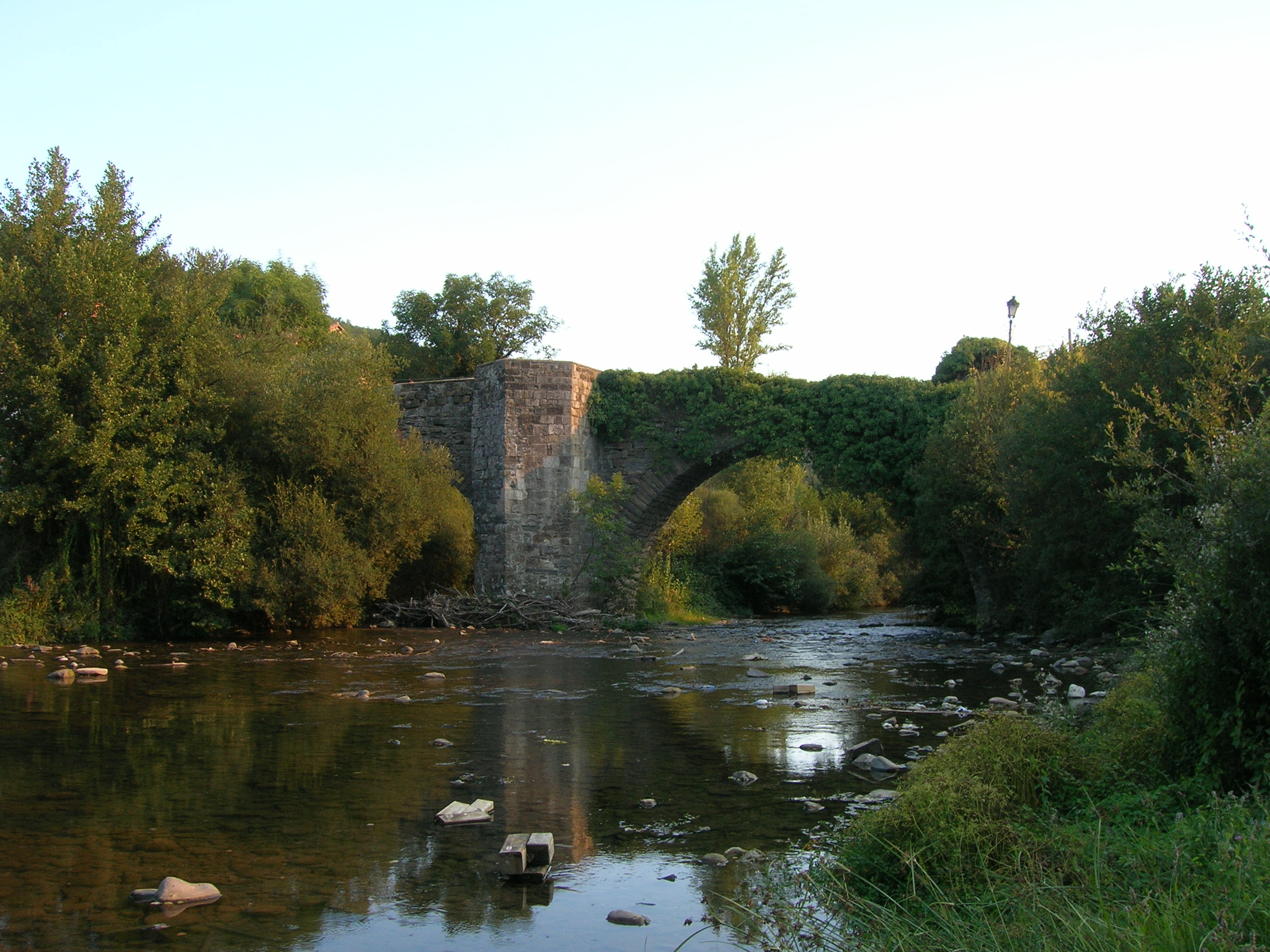
Puente de la Rabia, ponte gotico sul rio Arga a Zubiri

La sua popolazione era di 423 abitanti nel 2008.
Zubiri è la seconda tappa del Cammino Francese (per Santiago de Compostela).